# أنقولية تيانشانية
أنقولية تيانشانية (الاسم العلمي: Aquilegia tianschanica) هي نوع من النباتات تتبع جنس الأنقولية من الفصيلة الحوذانية.